# Fünfkampf-Weltmeisterschaft 1936/2

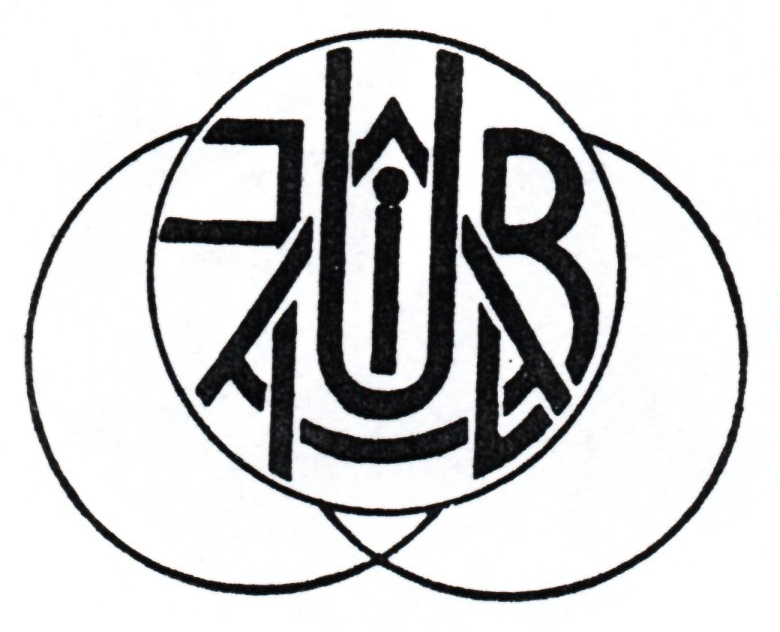
Logo UIFAB (ausrichtender Verband)

Veranstaltungsort: Algier
(Damaliges Wappen Algiers)

Die Fünfkampf-Weltmeisterschaft 1936/2, auch Pentathlon-Weltmeisterschaft genannt, war das vierte Turnier in dieser Disziplin des Karambolagebillards und fand vom 19. bis zum 25. Dezember 1936 in Algier statt. Es war nach der Dreiband-Weltmeisterschaft 1935 die zweite Weltmeisterschaft in Algerien, welches damals zu Frankreich gehörte. Das Turnier zählte zur Saison 1936/37.

## Geschichte
Gleich bei seiner ersten Fünfkampf-Weltmeisterschaft gewann August Tiedtke den Titel. Mitentscheidend war seine Stärke in den Bandendisziplinen. Im Einband gewann er alle seine Partien. Im Dreiband zeigte er seine ganze Nervenstärke. Im letzten Match gegen den Franzosen Jacques Davin gewann er den Titel erst im Nachstoß. Davin beendete die Dreiband-Partie in der 27. Aufnahme. Tiedtke hatte 19 Punkte und musste den Nachstoß unbedingt verwandeln, denn anders wäre Davin Weltmeister geworden. Der Schiedsrichter stellte die Bälle zum Nachstoß falsch auf. Tiedtke bemerkte den Fehler und ließ die Bälle richtig aufstellen und verwandelte den Punkt sehr sicher. Der gespielte VGD von Tiedtke war der beste der bei Weltmeisterschaften bisher erzielt wurde. Mit dem Titelgewinn reihte sich Tiedtke als Dritter in die Reihe der deutschen Weltmeister ein. Bisher konnten Albert Poensgen 1931 und 1932 im Cadre 45/2 und Walter Joachim 1933 in der Freien Partie und 1934 im Cadre 45/1 den Titel gewinnen.

## Modus
Gespielt wurde das ganze Turnier im Round Robin Modus.
1. PP = Partiepunkte
2. MP = Matchpunkte
3. VGD = Verhältnismäßiger Generaldurchschnitt
4. BVED = Bester Einzel Verhältnismäßiger Durchschnitt

Bei der Berechnung des VGD wurden die erzielten Punkte in folgender Weise berechnet:
Freie Partie: Distanz 200 Punkte (erzielte Punkte mal 1)
Cadre 45/2: Distanz 150 Punkte (erzielte Punkte mal 1,5)
Einband: Distanz 50 Punkte (erzielte Punkte mal 10)
Cadre 71/2: Distanz 100 (Punkte erzielte Punkte mal 4)
Dreiband: Distanz 20 Punkte (erzielte Punkte mal 50)
Alle Aufnahmen wurden mal 1 gewertet.
Der Fünfkampf wurde auch in dieser Spielfolge gespielt.
In der Endtabelle wurden die erzielten Partiepunkte vor den Matchpunkten und dem VGD gewertet.

## Abschlusstabelle
| Legende | Legende                                       |
| --- | --------------------------------------------- |
| Abk. | Bedeutung                                     |
| Pkt. | erzielte Punkte                               |
| Aufn. | benötigte Aufnahmen                           |
| ED | Einzeldurchschnitt                            |
| GD | Generaldurchschnitt                           |
| VGD | Verhältnismässiger Generaldurchschnitt        |
| BMD | Bester Mannschaftsdurchschnitt                |
| BED | Bester Einzeldurchschnitt                     |
| BSD | Bester Satzdurchschnitt                       |
| BEVD | Bester Einzel Verhältnismässiger Durchschnitt |
| HS | Höchstserie                                   |
| MP | Match Points                                  |
| PP | Partie Punkte                                 |
| G-U-V | Gewonnen-Unentschieden-Verloren               |
| SV | Satzverhältnis                                |
| WRP | Weltranglistenpunkte                          |
| | 1. Platz (Gold)                               |
| | 2. Platz (Silber)                             |
| | 3. Platz (Bronze)                             |
| | Bester GD des Turniers/Runde                  |
| | Bester VGD des Turniers/Runde                 |
| | Bester ED des Turniers/Runde                  |
| | Bester BVGD des Turniers/Runde                |
| | Beste HS des Turniers/Runde                   |
| (Evtl. finden nicht alle Begriffe Anwendung oder einige sind nicht aufgeführt. Diese können in der Liste der Karambolage-Begriffe nachgesehen werden.) |                                               |

| Endklassement              | Endklassement       | Endklassement | Endklassement | Endklassement | Endklassement | Endklassement | Endklassement | Endklassement | Endklassement |
| Platz                      | Name                | G-U-V         | PP            | MP            | Pkte.         | Aufn.         | VGD           | BVED          |               |
| -------------------------- | ------------------- | ------------- | ------------- | ------------- | ------------- | ------------- | ------------- | ------------- | ------------- |
| 1                          | August Tiedtke      | 21-5-9        | 47:23         | 14:0          | 15536,5       | 456           | 34,07         | 40,48         |               |
| 2                          | Jacques Davin       | 21-4-10       | 46:24         | 10:4          | 14451         | 471           | 30,68         | 44,81         |               |
| 3                          | Alfredo Ferraz      | 19-4-12       | 42:28         | 10:4          | 14215         | 477           | 29,80         | 39,39         |               |
| 4                          | Jean de Gasparin    | 16-3-16       | 35:35         | 7:7           | 13957         | 507           | 27,52         | 43,58         |               |
| 5                          | Jan Sweering        | 14-4-17       | 32:38         | 6:8           | 13111         | 481           | 27,25         | 29,91         |               |
| 6                          | Juan Cabra          | 15-2-18       | 32:38         | 6:8           | 12182         | 519           | 23,47         | 33,69         |               |
| 7                          | Victot Besseleers   | 11-3-21       | 25:45         | 3:11          | 11750,5       | 493           | 23,97         | 27,93         |               |
| 8                          | Cornelius van Vliet | 10-1-24       | 21:49         | 0:14          | 11664         | 520           | 22,43         | –             |               |
| Turnierdurchschnitt: 27,25 |                     |               |               |               |               |               |               |               |               |

## Disziplintabellen
| Platz                      | Name                | MP   | Pkte. | Aufn. | GD    | BED    | HS  |
| -------------------------- | ------------------- | ---- | ----- | ----- | ----- | ------ | --- |
| 1                          | Alfredo Ferraz      | 11:3 | 1247  | 39    | 31,97 | 100,00 | 197 |
| 2                          | Jan Sweering        | 10:4 | 1394  | 51    | 27,33 | 50,00  | 132 |
| 3                          | Jacques Davin       | 10:4 | 1226  | 48    | 25,54 | 66,66  | 138 |
| 4                          | Juan Cabra          | 6:8  | 914   | 35    | 26,11 | 66,66  | 115 |
| 5                          | Jean de Gasparin    | 6:8  | 753   | 43    | 17,51 | 66,66  | 126 |
| 6                          | August Tiedtke      | 5:9  | 1023  | 51    | 20,05 | 33,33  | 112 |
| 7                          | Cornelius van Vliet | 4:10 | 771   | 57    | 13,52 | 40,00  | 163 |
| 8                          | Victot Besseleers   | 2:12 | 818   | 50    | 16,36 | 20,00  | 106 |
| Turnierdurchschnitt: 21,95 |                     |      |       |       |       |        |     |

| Platz                      | Name                | MP   | Pkte. | Aufn. | GD    | BED   | HS  |
| -------------------------- | ------------------- | ---- | ----- | ----- | ----- | ----- | --- |
| 1                          | Jacques Davin       | 11:3 | 974   | 51    | 19,09 | 75,00 | 124 |
| 2                          | Juan Cabra          | 10:4 | 876   | 63    | 13,90 | 30,00 | 107 |
| 3                          | August Tiedtke      | 8:6  | 1001  | 78    | 12,83 | 30,00 | 81  |
| 4                          | Jean de Gasparin    | 8:6  | 988   | 83    | 11,90 | 15,00 | 90  |
| 5                          | Victot Besseleers   | 6:8  | 893   | 75    | 11,90 | 21,42 | 96  |
| 6                          | Alfredo Ferraz      | 6:8  | 848   | 79    | 10,73 | 21,42 | 126 |
| 7                          | Jan Sweering        | 5:9  | 818   | 60    | 13,63 | 15,00 | 71  |
| 8                          | Cornelius van Vliet | 2:12 | 638   | 59    | 10,81 | 30,00 | 114 |
| Turnierdurchschnitt: 12,83 |                     |      |       |       |       |       |     |

| Platz                     | Name                | MP   | Pkte. | Aufn. | GD   | BED  | HS |
| ------------------------- | ------------------- | ---- | ----- | ----- | ---- | ---- | -- |
| 1                         | August Tiedtke      | 14:0 | 350   | 107   | 3,27 | 4,54 | 18 |
| 2                         | Alfredo Ferraz      | 10:4 | 308   | 89    | 3,46 | 6,25 | 23 |
| 3                         | Jacques Davin       | 10:4 | 313   | 106   | 2,95 | 5,00 | 25 |
| 4                         | Jean de Gasparin    | 6:8  | 332   | 123   | 2,69 | 6,25 | 19 |
| 5                         | Juan Cabra          | 6:8  | 294   | 123   | 2,39 | 3,12 | 12 |
| 6                         | Victot Besseleers   | 5:9  | 249   | 110   | 2,26 | 3,84 | 19 |
| 7                         | Jan Sweering        | 3:11 | 270   | 120   | 2,25 | 2,77 | 21 |
| 8                         | Cornelius van Vliet | 2:12 | 204   | 112   | 1,82 | 2,27 | 15 |
| Turnierdurchschnitt: 2,60 |                     |      |       |       |      |      |    |

| Platz                     | Name                | MP   | Pkte. | Aufn. | GD    | BED   | HS |
| ------------------------- | ------------------- | ---- | ----- | ----- | ----- | ----- | -- |
| 1                         | Jan Sweering        | 12:2 | 660   | 53    | 12,45 | 25,00 | 55 |
| 2                         | Cornelius van Vliet | 9:5  | 633   | 72    | 8,79  | 11,11 | 54 |
| 3                         | August Tiedtke      | 7:7  | 628   | 71    | 8,84  | 14,28 | 38 |
| 4                         | Jean de Gasparin    | 6:8  | 538   | 56    | 9,60  | 20,00 | 54 |
| 5                         | Jacques Davin       | 6:8  | 571   | 65    | 8,78  | 16,66 | 38 |
| 6                         | Alfredo Ferraz      | 6:8  | 579   | 70    | 8,27  | 11,11 | 53 |
| 7                         | Victot Besseleers   | 5:9  | 468   | 56    | 8,35  | 14,28 | 78 |
| 8                         | Juan Cabra          | 5:9  | 441   | 67    | 6,58  | 16,66 | 45 |
| Turnierdurchschnitt: 8,85 |                     |      |       |       |       |       |    |

| Platz                      | Name                | MP   | Pkte. | Aufn. | GD    | BED   | HS |
| -------------------------- | ------------------- | ---- | ----- | ----- | ----- | ----- | -- |
| 1                          | August Tiedtke      | 13:1 | 140   | 149   | 0,939 | 1,538 | 6  |
| 2                          | Jacques Davin       | 9:5  | 127   | 201   | 0,631 | 1,052 | 5  |
| 3                          | Alfredo Ferraz      | 9:5  | 126   | 200   | 0,630 | 0,800 | 4  |
| 4                          | Jean de Gasparin    | 9:5  | 125   | 202   | 0,618 | 1,333 | 5  |
| 5                          | Victot Besseleers   | 7:7  | 106   | 202   | 0,524 | 0,869 | 3  |
| 6                          | Juan Cabra          | 5:9  | 105   | 231   | 0,454 | 0,714 | 3  |
| 7                          | Jan Sweering        | 2:12 | 103   | 197   | 0,522 | 0,416 | 4  |
| 8                          | Cornelius van Vliet | 2:12 | 106   | 220   | 0,481 | 0,740 | 6  |
| Turnierdurchschnitt: 0,585 |                     |      |       |       |       |       |    |